# Boeckella calcaris
Boeckella calcaris é uma espécie de crustáceo da família Centropagidae.
Pode ser encontrada nos seguintes países: Bolívia e Peru.